# Birieux
Birieux és un municipi francès situat al departament de l'Ain i a la regió d'Alvèrnia-Roine-Alps. L'any 2007 tenia 221 habitants.

## Demografia

### Població
El 2007 la població de fet de Birieux era de 221 persones. Hi havia 82 famílies de les quals 16 eren unipersonals (4 homes vivint sols i 12 dones vivint soles), 27 parelles sense fills, 35 parelles amb fills i 4 famílies monoparentals amb fills.
La població ha evolucionat segons el següent gràfic:
Habitants censats

### Habitatges
El 2007 hi havia 91 habitatges, 79 eren l'habitatge principal de la família, 11 eren segones residències i 1 estava desocupat. 86 eren cases i 5 eren apartaments. Dels 79 habitatges principals, 59 estaven ocupats pels seus propietaris, 15 estaven llogats i ocupats pels llogaters i 4 estaven cedits a títol gratuït; 2 tenien dues cambres, 7 en tenien tres, 22 en tenien quatre i 48 en tenien cinc o més. 72 habitatges disposaven pel capbaix d'una plaça de pàrquing. A 26 habitatges hi havia un automòbil i a 49 n'hi havia dos o més.

### Piràmide de població
La piràmide de població per edats i sexe el 2009 era:
| Homes | Edats   | Dones |
| ----- | ------- | ----- |
| 0     | 95 o +  | 0     |
| 0     | 90 a 94 | 0     |
| 0     | 85 a 89 | 0     |
| 0     | 80 a 84 | 4     |
| 4     | 75 a 79 | 4     |
| 4     | 70 a 74 | 4     |
| 0     | 65 a 69 | 0     |
| 8     | 60 a 64 | 4     |
| 0     | 55 a 59 | 4     |
| 8     | 50 a 54 | 4     |
| 0     | 45 a 49 | 8     |
| 0     | 40 a 44 | 0     |
| 8     | 35 a 39 | 4     |
| 8     | 30 a 34 | 12    |
| 12    | 25 a 29 | 0     |
| 0     | 20 a 24 | 0     |
| 4     | 15 a 19 | 0     |
| 8     | 10 a 14 | 0     |
| 4     | 5 a 9   | 4     |
| 4     | 0 a 4   | 0     |

## Economia
El 2007 la població en edat de treballar era de 138 persones, 109 eren actives i 29 eren inactives. De les 109 persones actives 108 estaven ocupades (58 homes i 50 dones) i 1 aturada (1 dona i 1 dona). De les 29 persones inactives 13 estaven jubilades, 13 estaven estudiant i 3 estaven classificades com a «altres inactius».

### Ingressos
El 2009 a Birieux hi havia 82 unitats fiscals que integraven 240,5 persones, la mediana anual d'ingressos fiscals per persona era de 21.436 €.

### Activitats econòmiques
Dels 12 establiments que hi havia el 2007, 1 era d'una empresa de fabricació d'altres productes industrials, 1 d'una empresa de construcció, 2 d'empreses de comerç i reparació d'automòbils, 1 d'una empresa de transport, 1 d'una empresa d'hostatgeria i restauració, 1 d'una empresa immobiliària, 2 d'empreses de serveis, 2 d'entitats de l'administració pública i 1 d'una empresa classificada com a «altres activitats de serveis».
Dels 3 establiments de servei als particulars que hi havia el 2009, 1 era un taller de reparació d'automòbils i de material agrícola, 1 fusteria i 1 restaurant.
L'any 2000 a Birieux hi havia 15 explotacions agrícoles que ocupaven un total de 774 hectàrees.

## Poblacions més properes
El següent diagrama mostra les poblacions més properes.